# Кызылсай (приток Караунгира)
Кызылсай (устар. Кзылсай) — река в Казахстане, протекает в Актюбинской области. Устье реки находится в 1 км по правому берегу реки Караунгир. Длина реки — 10 км.